# دورق الشراب
الغَرَّافة أو دورق الشراب هي إبريق زجاجي من غير مقابض، تُستخدم في تقديم خدمة المشروبات وبشكلٍ خاص النبيذ، وهي لا تحتوي على سدادات. وتختلف المشروبات التي يتداول شربها بالغرافة حسب البلد أو المجتمعات، وعلى سبيل المثال، في بعض أنحاء الولايات المتحدة تُشرب بها القهوة، وفي فرنسا تُشرب بها المياه.